# 吴祖禹
吴祖禹（英語：Edward Tzu-Yu Wu；1920年5月3日—2006年12月17日），中华民国外交官，浙江鄞县人，知名法学家吴经熊之子。

## 生平
吴祖禹毕业于上海东吴大学法学院，抗日战争时期曾任教于重庆中央测量学校，其后还曾任南京高等法院秘书长。1947年留学欧洲，先在罗马大学专攻法律哲学、罗马法，后又在西班牙德里大学、西班牙外交学院就读并获博士学位。1952年起进入外交部，历任中华民国驻西班牙大使馆三等秘书、驻联合国代表团秘书、外交部礼宾司交际科科长、驻墨尔本领事、礼宾司副司长、驻檀香山总领事、礼宾司司长、驻堪萨斯总领事等职。1976年出任中华民国驻玻利维亚大使，在任期间中华民国于1985年与玻利维亚断交。1986年任外交部北美事务协调委员会驻纽约办事处處長，后又任中华民国驻意大利代表处代表。1993年短暫兼任中华民国驻教廷大使，後專駐教廷。晚年在美国洛杉矶定居，2006年逝世。